# USS Missouri (SSN-780)
USS Missouri (SSN-780) – amerykański okręt podwodny z napędem jądrowym typu Virginia, należący konstrukcyjnie do drugiej transzy jednostek pierwszej generacji tego typu Batch 1 Block II. Jego budowę rozpoczęto 27 września 2008 roku w stoczni General Dynamics Electric Boat, okręt został zwodowany 20 listopada 2009 roku i przyjęty do służby w amerykańskiej marynarce wojennej 31 lipca 2010 roku.